# Rebelde (Automarke)
Rebelde war eine brasilianische Automarke.

## Markengeschichte
Ein Unternehmen aus dem Bundesstaat Rio Grande do Norte begann 1995 mit der Produktion von Automobilen. Der Markenname lautete Rebelde. 1997 endete die Produktion.
Es bestand keine Verbindung zur gleichnamigen brasilianischen Automarke Rebelde, die ab 1978 vertrieben wurde.

## Fahrzeuge
Einziges Modell war ein VW-Buggy. Die offene türlose Karosserie bestand aus Fiberglas. Hinter den vorderen Sitzen war eine Überrollvorrichtung. Eckige Scheinwerfer waren in die Fahrzeugfront integriert. Ein luftgekühlter Vierzylinder-Boxermotor im Heck trieb die Hinterräder an.